# Càlvia Crispinil·la
Càlvia Crispinil·la (en llatí Calvia Crispinilla) va ser una dama romana de certa importància que vivia al temps de l'emperador Neró. Va participar activament en la corrupció generalitzada de les dames de l'època.
Va viure amb l'emperador i amb el seu eunuc Sporus, i se li va confiar la superintendència del vestuari de l'eunuc. Tàcit diu que va instruir a Neró en erotisme. Era considerada una lladregota que s'apropiava dels béns i dels secrets que arribaven a les seves mans.
Després de la mort de Neró, l'any 68 va anar a Àfrica per demanar a Luci Clodi Macer, llavors governador d'aquella província, d'aixecar-se en revenja per la mort de l'emperador i va intentar provocar la fam a Roma impedint l'enviament de gra des de l'Àfrica. Macer va ser executat per ordre de Galba de la mà del procurator Treboni Garucià, però Crispinil·la, encara que la gent va exigir que també pagués amb la vida, va aconseguir escapar a través de diverses intrigues. Després es va casar amb un notable romà que havia estat cònsol i va recuperar influència a Roma. Galba, Otó i Vitel·li la van deixar en pau i la seva riquesa i el fet que no tenia fills, van obrar per mantenir la influència de Crispinil·la a Roma.